# دیر پارک (تورنتو)
دیر پارک (انگلیسی: Deer Park, Toronto) محله‌ای مرفه در تورنتو، انتاریو، کانادا، در تقاطع خیابان یانگ و خیابان سن کلر است.